# Riki Rodríguez
Ricardo Rodríguez Gil Carcedo (Oviedo, 25 de septiembre de 1997), conocido como Riki, es un futbolista español que juega como centrocampista en el Albacete Balompié de la Segunda División de España.

## Carrera
Nacido en Oviedo, Asturias, Riki representó a Real Oviedo y Astur C. F. como juvenil. Hizo su debut sénior con el Real Oviedo Vetusta en la temporada 2015–16 de Tercera División.
Fue cedido al C. D. Tineo y al Marino de Luanco antes de unirse al Unión Popular de Langreo.
El 1 de julio de 2019 se convirtió en jugador del filial del Real Oviedo. Debutó con el primer equipo el 18 de agosto, sustituyendo a Alfredo Ortuño en la derrota por 2-3 contra Deportivo de La Coruña, en Segunda División.
El 22 de enero de 2021 se marchó cedido al Real Racing Club de Santander hasta el final de la temporada. Lo mismo sucedió en julio, cuando se marchó al Burgos C. F. toda la campaña. A mitad de la misma la cesión se canceló y se fue al Albacete Balompié, que al finalizar el curso tenía la opción de comprarlo y seguir en el club dos años más. Después de haber logrado el ascenso a Segunda División, el conjunto manchego hizo efectiva dicha opción.

## Clubes
| Club                                   | País   | Año       |
| -------------------------------------- | ------ | --------- |
| Real Oviedo Vetusta                    | España | 2015-2018 |
| C. D. Tineo (cedido)                   | España | 2016-2017 |
| Marino de Luanco (cedido)              | España | 2017-2018 |
| U. P. Langreo                          | España | 2018-2019 |
| Real Oviedo Vetusta                    | España | 2019-2020 |
| Real Oviedo                            | España | 2020-2022 |
| Real Racing Club de Santander (cedido) | España | 2021      |
| Burgos C. F. (cedido)                  | España | 2021-2022 |
| Albacete Balompié (cedido)             | España | 2022      |
| Albacete Balompié                      | España | 2022-     |